# Speculum humanae salvationis
Speculum humanae salvationis (Zrcalo čovjekova spasenja), anonimni je srednjovjekovni popularno-teološki oslikani rukopis na latinskomu jeziku i jedno od najpopularnijih djela kasnoga srednjovjekovlja. Temelji se na egzegetskoj tipološkoj teoriji prema kojoj su događaji iz Staroga zavjeta navijestili one u Novome zavjetu. U rano doba tiskarstva tiskan je u obliku ksilografika i inkunabula.
Na hrvatski jezik prevedeno je pod nazivom Zrcalo člověčaskago spasenja, smatra se, kao rezultat boravka hrvatskih glagoljaša u Pragu tijekom 14. i 15. stoljeća, odnosno kao rezultat emauskoga razdoblja hrvatske glagoljske pismenosti. Hrvatski je prijevod rađen prema češkom (Zrcadlo člověčieho spasenie), koji je objavljen u Krumlovskom zborniku te u fragmentu iz druge polovine XIV. st. Hrvatski prijevod očuvan je u glagoljskomu Zborniku žakna Luke, koji je prepisivač počeo raditi za popa Grgura u Vrbniku 19. svibnja 1445. godine.
Hrvatski i češki prijevodi jedini su slavenski prijevodi latinskoga izvornika, očuvana u četiristotinjak rukopisa. Nadalje, to je jedini zasad otkriveni tipološki ciklus u hrvatskoj srednjovjekovnoj književnosti.

## Vanjske poveznice
|  | Zajednički poslužitelj ima još gradiva o temi Speculum Humanae Salvationis |